# Bonifacio Bevilacqua
Bonifacio Bevilacqua (ur. 1571 w Ferrarze, zm. 7 kwietnia 1627 w Rzymie) – włoski kardynał.

## Życiorys
Urodził się w Ferrarze jako syn hrabiego Macostorna Antonio Bevilacquy i jego żony Isabelli Turchi. Był krewnym rodu Sfondrati, z którego wywodził się papież Grzegorz XIV.
Studiował na uniwersytecie padewskim uzyskując tytuł doktora praw w 1590. Następnie udał się do Rzymu, gdzie jego krewny Grzegorz XIV mianował go swoim prałatem. Następnie był kolejno gubernatorem Fano (1593), Patrymonium św. Piotra (1593–1596) i Camerino (1596–1599). Został także referendarzem Obojga Sygnatur (1594). 3 kwietnia 1598 papież Klemens VIII mianował go tytularnym patriarchą Konstantynopola, a rok później, 3 marca 1599, wyniósł go do godności kardynała prezbitera. Został bliskim współpracownikiem Klemensa VIII i jego głównego bratanka kardynała Pietro Aldobrandiniego, który w 1598 zbrojnie zajął Ferrarę po tym, jak miejscowy książę Alfons II d’Este zmarł bez prawowitego męskiego potomka. Ród Bevilacqua poparł wówczas roszczenia papieża, a kapelusz kardynalski dla Bonifacio był nagrodą za to. Podczas nieobecności Pietro Aldobrandiniego w Kurii z powodu pobytu w Ferrarze (1599) Bevilacqua zastępował go jako prefekta Świętej Konsulty. W 1601 został mianowany biskupem Cervii.
Kardynał Bevilacqua uczestniczył w obu konklawe w 1605 oraz w konklawe 1621 i 1623. Pozostawał wiernym stronnikiem frakcji profrancuskiej w Kolegium Kardynałów. Od papieża Pawła V uzyskał dla swoich krewnych tytuł markizów, a od kolejnego papieża Grzegorza XV – tytuł książęcy.
Paweł V mianował Bevilacquę członkiem Kongregacji Dobrego Rządu. Przez krótki czas był prefektem Kongregacji Indeksu (1621–1622) oraz Kongregacji Soborowej (1626–1627).
Krótko po wyborze Urbana VIII, na konsystorzu 27 września 1623, Bevilacqua został promowany do rangi kardynała biskupa Sabiny. Trzy lata później, 7 września 1626 zamienił diecezję sabińską na diecezję Frascati, zachowując przez cały ten czas diecezję Cervia.
Zmarł w Rzymie 7 kwietnia 1627 około godziny 9 wieczorem, w wieku 56 lat.